# Willy Frank (Volkswirt)
Willy Frank (* 1949 in Püchersreuth) ist ein deutscher Volkswirt und Hochschullehrer.

## Leben
Willy Frank studierte nach dem Abitur auf dem zweiten Bildungsweg Volkswirtschaftslehre und Statistik mit Studienabschluss 1985 als Diplom-Volkswirt an der Universität Mainz. Anschließend war Frank wissenschaftlicher Mitarbeiter an der Universität Mainz und promovierte 1987 zum Dr. rer. pol. Danach war Frank Referent und Geschäftsführer der Industrie- und Handelskammer Regensburg. Von 1993 bis 2012 hatte Frank eine Professur für Volkswirtschaftslehre an der Hochschule Coburg inne. 2012 wurde er pensioniert.
Seit 1994 ist Frank nebenberuflich auch Dozent für Volkswirtschaftslehre an der VWA Nürnberg.

## Werke (Auswahl)
- Auswirkungen von Fahrpreisänderungen im ÖPNV. Verlag Duncker & Humblot, Berlin 1990, ISBN 3-428-06970-6
- Volkswirtschaftslehre – Grundlagen. Verlag Wissenschaft & Praxis Sternenfels, Berlin 1996. 6. überarb. Auflage: 2011, ISBN 3-89673-290-0.